# S.N.P.J.
S.N.P.J. (por sus siglas en esloveno de Slovenska Narodna Podporna Jednota, que significa Sociedad Benéfica Nacional Eslovena) es un borough ubicado en el condado de Lawrence en el estado estadounidense de Pensilvania. En el año 2010 tenía una población de 19 habitantes y una densidad poblacional de 10.5 personas por km².

## Geografía
S.N.P.J. se encuentra ubicado en las coordenadas 40°55′44″N 80°29′55″O / 40.92889, -80.49861.